# Marie Fabković
Marie Fabković (rozená Frechová, chorvatsky Marija Fabković, 8. února 1833 Praha – 24. července 1915 Záhřeb) byla česká pedagožka, vychovatelka, novinářka, spisovatelka, překladatelka, feministka a aktivistka dlouhodobě žijící a působící v Chorvatsku. Jejím manželem byl chorvatský pedagog, spisovatel a novinář Skender Fabković.

## Životopis

### Mládí
Narodila se jako Marie Frechová roku 1833 v Praze. Zde vystudovala měšťanskou školu, ženský učitelský ústav a také večerní školu vyššího ženského vzdělání. Byla členkou ženské jednoty Sokola pražského pod vedením Kleméni Hanušové. Fyzické cvičení považovala za důležité, a tak později ve své kariéře prosazovala hodnotu tělesné výchovy pro intelektuální, morální a zdravotní rozvoj mladých lidí, čímž se později stala jednou z prvních v Chorvatsku, kteří tyto názory zastavali.
V Praze se seznámila se studentem učitelského ústavu Skenderem Fabkovićem (1826–1905), původem z chorvatského Samoboru, za kterého se se posléze provdala.

### V Chorvatsku
Roku 1854 přestěhovali do Chorvatska. Nejprve působila jako učitelka ve Virovitici a Karlovaci, poté od roku 1868 na dívčí střední škole v Záhřebu a od roku 1886 až do svého odchodu do důchodu v roce 1896 na záhřebské Donjogradské dívčí obecné škole. Praktikovala na svou dobu pokročilé pedagogické metody, pro které vedení škol nemělo přílišné pochopení.
Na I. chorvatském učitelském sjezdu v roce 1871 ostře vystoupila proti vlivu duchovenstva na vzdělání a výchovu dětí. V roce 1873 složila jako první žena v Rakousku-Uhersku zkoušky k výuce francouzštiny, gymnastiky, matematiky a přírodopisu na civilní škole. Rovněž se stala první učitelkou tělesné výchovy pro občanské a učitelské školy v Chorvatsku.
Výrazně se zapojovala do společenského života. V roce 1865 byla dopisovatelkou z chorvatského parlamentu (Sabor) pro pražské Národní listy. Díky tomu může být de facto označena za první chorvatskou novinářku - první profesionální chorvatská novinářka Marija Jurić Zagorka sepsala svůj první vydaný text až v roce 1896. V roce 1871 se stala spoluzakladatelkou a členkou Chorvatského pedagogicko-literárního sboru a jedinou ženou mezi zakladateli. Působila v chorvatském ženském hnutí.
Po odchodu do důchodu v roce 1896 odjela studovat francouzštinu do Francie a Švýcarska a po návratu se začala věnovaz překladatelství. Stejně jako její manžel zastávala pravicové smýšlení a sdílela vize chorvatského politika a spisovatele Ante Starčeviće. Mj. v tisku kritizovala českou veřejnost za přílišné glorifikování kardinála Josipa Juraje Strossmayera a některé české noviny za jejich přílišnou prosrbskou orientaci.

### Úmrtí
Marie Fabković zemřela 24. července 1915 v Záhřebu ve věku 82 let.

## Dílo
Své pedagogické práce publikovala v letech 1861 až 1865 v pražských časopisech Škola a život, Osvěta, Štěpnice, Světozor, Dívčí svět, Ženské listy, dále pak v chorvatských periodikách, mj. o českých spisovatelích, či vídeňských novinách.
V roce 1880 přeložila do češtiny román Augusta Šenoa Zlatarevo zlato. Naopak do chorvatštiny přeložila mj. též spisy Karoliny Světlé, jedné z prvních českých beletristických spisovatelek.

### Ocenění
- 1869: Cena nadace Ivana N. hraběte Draškoviće za překlad knihy Jeana Macé Události kousnutí chleba.